# Дайдзё-дайдзин
Дайдзё-дайдзин (яп. 太政大臣 Дайдзё:-дайдзин, «министр высшей политики») — должность главы императорского правительства Японии в VII—XIX веках, наивысшая должность главного государственного ведомства — Высшего Государственного Совета (дайдзёкана). В западной историографии часто переводится как «Министр Высшей политики», «Главный министр», «Премьер-министр».

## История
Должность дайдзё-дайдзина была учреждена в 671 году в связи с построением в Японии «правового государства» китайского образца. Первым её занимал принц Отомо, будущий император Кобун. Согласно Кодексу Тайхо 701 года, дайдзё-дайдзин определялся как глава Императорского правительства и один из наивысших министров Высшего Государственного Совета, вместе с правым и левым министрами. В случае отсутствия должного претендента, должность дайдзё-дайдзина долгое время могла быть вакантной.
Назначение на пост дайдзё-дайдзина было выражением наибольшей степени доверия императора Японии к подчинённому. Однако с X века назначение на должность дайдзё-дайдзина лица, которое не имело титулов Императорского советника или регента, выглядело почётной формальностью. В связи с узурпацией власти самураями в XII веке, лица, которые становились дайдзё-дайдзеном, фактически только исполняли обязанности императорской администрации.
Дайдзё-дайдзинами становились в основном аристократы из рода Фудзивара, однако иногда эту должность отдавали могущественным самураям, таким как Тайра-но Киёмори, Тоётоми Хидэёси или Токугава Иэясу, в знак признания их заслуг.
После реставрации Мэйдзи в 1868 году и возвращения реальных рычагов власти в стране к Императорскому правительству, должность дайдзё-дайдзина опять получила политический вес в 1871 году. Чтобы отличить её от средневековой эпохи, её прочтение было изменено на Дадзё-дайдзин. Человек, занимавший эту должность, выполнял функции государственного канцлера или премьер-министра, становился советником Императора и нёс ответственность за управление страной.
Должность дайдзё-дайдзина была упразднена в 1885 году в связи с принятием Конституции и учреждением должности премьер-министра Японии.